# الدوري البرتغالي الدرجة الثانية
الدوري البرتغالي الدرجة الثانية (بالبرتغالية: Segunda Divisão‏) هو دوري كرة القدم للقسم الثالث في البرتغال ويأتي في الترتيب بعد الدوري البرتغالي الممتاز والدوري البرتغالي الدرجة الأولى . وينافس في هذا الدوري 48 فريق ينقسمون إلى 3 مجموعات ويتأهل بطل كل مجموعة إلى التصفيات النهائية ومنها يتأهل فريقين إلى الدوري البرتغالي الدرجة الأولى.

## أقسام البطولة
للبطولة 3 أقسام جغرافية يشارك في كل قسم 16 فريق ويصعد بطل كل قسم إلى التصفيات النهائية بنظام الدوري المغلق بين الأندية الثلاثة فيصعد اثنان ويبقى الأخير .

### القسم الشمالي
ينافس في هذا القسم 16 فريق
- كينفايس
- أوبيراريو
- أناديا
- فيسو
- إسبوينيو
- بنفيكا كاستيا برانكو
- جواو فير
- كويمبريس
- توريزينس
- سوزيسنس
- بامبلهوسا
- نوغييرنس
- سيزرينس
- بوستيلو
- لوسيتانيا
- لوكا

### القسم الأوسط
و ينافس في هذا القسم 16 فريق أيضاً
- ميرانديلا
- تيرانسيس
- شيفاس
- ريبراو
- ليميانوس
- فارزيم
- فافي
- فاميلينكاو
- فازيلا
- بادرونيس
- بوافيستا
- امارنت
- قوندومار
- فيلافيردينس
- إنفيستا
- جوان

### القسم الجنوبي
16 فريق ينافسون في هذا القسم وهم
- سيرتانينس
- فارينسي
- مافرا
- أورينتال
- فاطمة
- يونياو ليريا
- كوارتارينسي
- تورينس
- 1 ديسمبر
- ينهالنوفينسي
- كاريقادو
- كازا بيا
- لوليتيانو
- كلوب فوتبول بنفيكا
- أويارس
- ريبيرا برافا